# Carlos Guastavino
Carlos Guastavino (Santa Fe (stad, Argentinië), 5 april 1912 – Buenos Aires, 29 oktober 2000) was een Argentijns componist en pianist en werd als bekendste exponent van het Argentijnse romantische nationalisme beschouwd. Soms gebruikte hij ook het pseudoniem: Carlos Vincent
Zijn persoonlijke muzikale stijl, die sterk beïnvloed was was de romantiek van de 19e eeuw, liet hem afstand houden van de modernistische Argentijnse componisten zoals Alberto Ginastera. Maar eindelijk inspireerde hij de Argentijnse componisten vanaf 1960 in hun werken populaire en folkloristische Argentijnse muziek in een romantische taal te verwerken.

## Levensloop
Guastavino studeerde in Santa Fe bij Esperanza Lothringer en Dominga Iaffei en later in Buenos Aires aan het Conservatorio Nacional Superior de Música "Carlos López Buchardo" (IUNA) bij Germán de Elizalde en Athos Palma. Hij was een zeer getalenteerd pianist, die zijn eigen werk tijdens een verblijf in Londen van 1947 tot 1949 presenteerde. Hij werd verschillende malen van de British Broadcasting Corporation (BBC) uitgenodigd en zijn Tres romances argentinos (Drie Argentijnse romances) ging met het BBC Symphony Orchestra onder leiding van Walter Goehr in 1949 in première. In 1956 bij een concertreis naar de Sovjet-Unie en China kwamen de Tres romances argentinos in de uitgave voor zangstem en piano tot uitvoering.
Als componist schreef hij en groot aantal stukken voor zangstem en piano, 150 liederen, talrijke werken voor solo piano, koorwerken, schoolmuziek en kamermuziek. Hij vertonde gedichten van Rafael Alberti, Leon Benaros, Hamlet Lima Quintana, Atahualpa Yupanqui, Pablo Neruda, Gabriela Mistral en Jorge Luis Borges naast eigen teksten.
Guastavino kreeg vele prijzen en onderscheidingen, zoals de Premio Municipal de la Ciudad de Buenos Aires, de Premio del Ministerio de Justicia de Argentina, de Premio de la Comisión Cultural de Santa Fe en de Premio de la Organización de los Estados Americanos.

## Stijl
De stijl van Guastavino was een credo op de ideeën van de Nationalistische Argentijnse componisten van de 19e eeuw, vooral Alberto Williams, Francisco Hargreaves, Eduardo García Mansilla en Julián Aguirre. Zoals bij Aguirre is de behandeling van de folkloristische thema's niet gedwongen, maar zij zijn natuurlijk. De geest van de folkloristische melodieën en ritmes blijft intact en vers, zoals in het origineel ook dan, als het uitgewerkt ritmische, harmonische en contrapuntische complexiteit bereikt.

## Composities (uittreksel)

### Werken voor orkest
- 1948-1949 Tres romances argentinos (Drie Argentijnse romances)
  1. Las niñas
    1. Andante
    2. Menos
    3. Tempo I
    4. Amplio, poco menos
    5. Come prima

  2. Muchacho Jujeño
  3. Baile en Cuyo
- Divertimento
- Suite Argentina
  1. Gato
  2. Malambo
  3. Se equivocó la paloma
  4. Zamba

### Toneelwerken

#### Balletten
- 1942 Fue Una Vez... (première: Teatro Colón, Buenos Aires in 1942)

### Werken voor koren
- Arroz con leche, voor gemengd koor
- Indianas, voor gemengd koor
  1. Gala del dia
  2. Quien fuera como el Jazmin
  3. Chanarcito, Chanarcito...
  4. Viento Norte
  5. Al Tribunal de tu Pecho
  6. Una de dos

### Vocale muziek
- 1956-1958 10 Cantilenas Argentinas (10 Argentijnse liederen)
- 1987 Romance del Plata, voor zangstem en piano
- A un arbol, voor zangstem en piano
- Abismo de sed, voor zangstem en piano
- Alegria de la soledad, voor zangstem en piano
- Apegado a mi, voor zangstem en piano
- Canciones populares, voor zangstem en piano
  1. Pampamapa
  2. Hermano
- Cantilena, voor zangstem en piano
- Corderito, voor zangstem en piano
- Cuando Acaba De Llover, voor zangstem en piano
- Cuatro Canciones Argentinas, voor mezzosopraan en piano
  1. Desde que te conocí
  2. Viniendo de Chilecito
  3. En los surcos del amor
  4. Mi garganta
- Dejame esta voz, voor zangstem en piano
- Deseo, voor zangstem en piano
- Donde habite el olvido, voor zangstem en piano
- Dones sencillos, voor zangstem en piano
- El forastero, voor zangstem en piano
- El Sampedrino, voor zangstem en piano
- El unico camino, voor zangstem en piano
- Elegia para un gorrion, voor zangstem en piano
- Encantamiento, voor zangstem en piano
- Esta iglesia no tiene, voor zangstem en piano
- Flores Argentinas, zangcyclus voor bariton en piano
- Geografia Fisica, voor zangstem en piano
- Hallazgo, voor zangstem en piano
- I al Puente de la Golondrina, voor zangstem en piano
- Jardin antiguo, voor zangstem en piano

- Jardin de Amores, voor zangstem en piano
- La Edad del Asombro, zangcyclus voor mezzosopraan en piano - tekst: Leon Benaros
- La palomita, voor zangstem en piano
- La primera pregunta, voor zangstem en piano
- La rosa y el sauce, voor zangstem en piano
- La siempre viva, voor zangstem en piano
- La Tempranera, voor zangstem en piano
- Las Puertas de la Mañana. voor zangstem en piano
- Los desencuentros, voor zangstem en piano
- Meciendo, voor zangstem en piano
- Milonga de dos hermanos, voor zangstem en piano
- Nana del niño malo, voor zangstem en piano
- Ojos de tiempo, voor zangstem en piano
- Pajaro muerto, voor zangstem en piano
- Pampa sola, voor zangstem en piano
- Piececitos, voor zangstem en piano
- Prestame tu Panuelito, voor zangstem en piano
- Pueblito mi Pueblo, voor zangstem en piano
- Riqueza, voor zangstem en piano
- Rocio, voor zangstem en piano
- Romance de Jose Cubas, voor zangstem en piano
- Se equivoco la paloma, voor bariton en piano - tekst: Rafael Alberti
- Severa Villafane, voor zangstem en piano
- Quatro Sonetos de Quevedo, voor bariton en piano - tekst: Francisco Gómez de Quevedo y Santibáñez Villegas
- Tres romances argentinos (Drie Argentijnse romances), voor zangstem en piano
- Vieletas, voor zangstem en piano
- Viendo de Chilecito, voor zangstem en piano
- Vosotras, voor zangstem en piano
- Ya me voy a retirar, voor zangstem en piano
- Zampa del quiero, voor zangstem en piano

### Kamermuziek
- 1952 Sonata, voor viool en piano
- Cantilena Nr. 1, voor viool en piano
- Cantilena Nr. 6, voor cello en piano
- Jeromita Linares, voor gitaar en strijkkwartet
- Tango Total!!!, voor cello en piano

### Werken voor piano
- 1940 Bailecito (ook voor twee piano's)
- 1940 Gato
- 1940 Tierra Linda
- 1945 Sonatina in g klein
- 1947 Sonata in cis klein
- 1949 Tres Sonatinas
- 1952 Estilo
- 1952 La Siesta
- 1952 Diez Preludios (Tien preludes)
- 1952 Pampeano
- 1952 La tarde en Rincón
- 1953 Romance de Cuyo (Zamacueca)
- 1953 Las Niñas, voor twee piano's
- 1954 Llanura (=vlakte), voor twee piano's
- 1955 Tres (Dos) romances nuevos
- 1957 Pueblito, mi pueblo
- 1958 Diez Cantilenas Argentinas
- 1961 Las presencias
- 1966 Mis Amigos
- 1974 Diez Cantos Populares
- Las puertas de la mañana

### Werken voor gitaar
- Cantilenas Nos. 1, 4, 8, 9, en 10, voor gitaar
- Cantilena (Santa Fé para Ilorar)
- Santa Fé antiguo
- Tres sonatas, voor solo gitaar